# Mangkonjaya
Mangkonjaya is een bestuurslaag in het regentschap Tasikmalaya van de provincie West-Java, Indonesië. Mangkonjaya telt 3512 inwoners (volkstelling 2010).